# Пульгукса
Пульгукса (кор. 불국사, дослівно «Монастир буддистської країни») — буддистський монастир у провінції Північний Кьонсан, Південна Корея, за 13 км на південний схід від міста Кьонджу. Монастир містить сім об'єктів зі списку Національних скарбів Кореї: кам'яні пагоди Таботхап та Соккатхап, міст Чхонгунге і дві позолочені бронзові статуї Будди. Вважається шедевром буддистського мистецтва епохи Сілла. 1995 року храм було занесено до списку Світової спадщини ЮНЕСКО разом з гротом Соккурам.

## Історія
Згідно з хроніками, первинний храм на території сучасної Пульгукса був побудований 528 року. У Самгук Юса міститься запис про те, що нинішній храм був споруджений 751 року Кім Де Соном для заспокоєння духу його предків. Будівництво було закінчено незабаром після його смерті 774 року. Новий храм отримав назву Пульгукса («Храм землі Будди»).
В епоху династії Корьо та ранньої династії Чосон храм був частково перебудований. Під час Імждинської війни у період між 1592 і 1598 роками дерев'яні будівлі було спалено. 1604 року почалася реконструкція та розширення храму. До 1805 року було проведено близько 40 будівельних та відновлювальних робіт. Під час японського колоніального правління 1910—1945 років японці почали реставрацію храму, яка не була доведена до кінця.
1966 року почалася часткова реставрація храму. Незабаром після цього президент Південної Кореї Пак Чон Хі виступив з ініціативою провести загальну перебудову храму, після чого Пульгукса набула сучасного вигляду.

## Структура

Мапа головного комплексу

«Соккемун», вхід до храму, має два сходових прольоти та міст, що занесений до списку Національних скарбів за номером 23. Сходи мають 33 сходинки, що символізують 33 кроки до просвітління. Нижня частина, «Чхонгунге», що складається з 17 сходинок, має 6,3 метра в довжину. Верхня частина «Пегунге» завдовжки 5,4 метра складається з 16 сходинок. Сходи ведуть до брами «Чахамун».
У дворі храму знаходяться дві пагоди, що є доволі незвично для буддійських храмів Кореї. Триповерхова пагода Соккатхап (Пагода Сак'ямуні) заввишки 8,2 метра є кам'яною пагодою, що споруджена в традиційному корейському стилі з простими лініями та мінімальним оздобленням. Вік Соккатхап — понад 13 століть. Таботхап (Пагода скарбів) заввишки 10,4 метра, на відміну від Соккатхап, відома своїми вишуканими орнаментами. Її зображення можна зустріти на південнокорейських монетах номіналом 10 вон. Табодап та Соккадап входять до списку національних скарбів під номерами 20 та 21.

## Перша у світі друкована книга
У 1966 році в храмі був знайдений ксилографічний текст Ушніша Віджая Дхарані сутри, що датується приблизно 704-751 роками н.е. Сувій надрукований на японському папері розміром 8 × 630 см і є найбільш раннім зразком друкарської книги у світі.

## Галерея

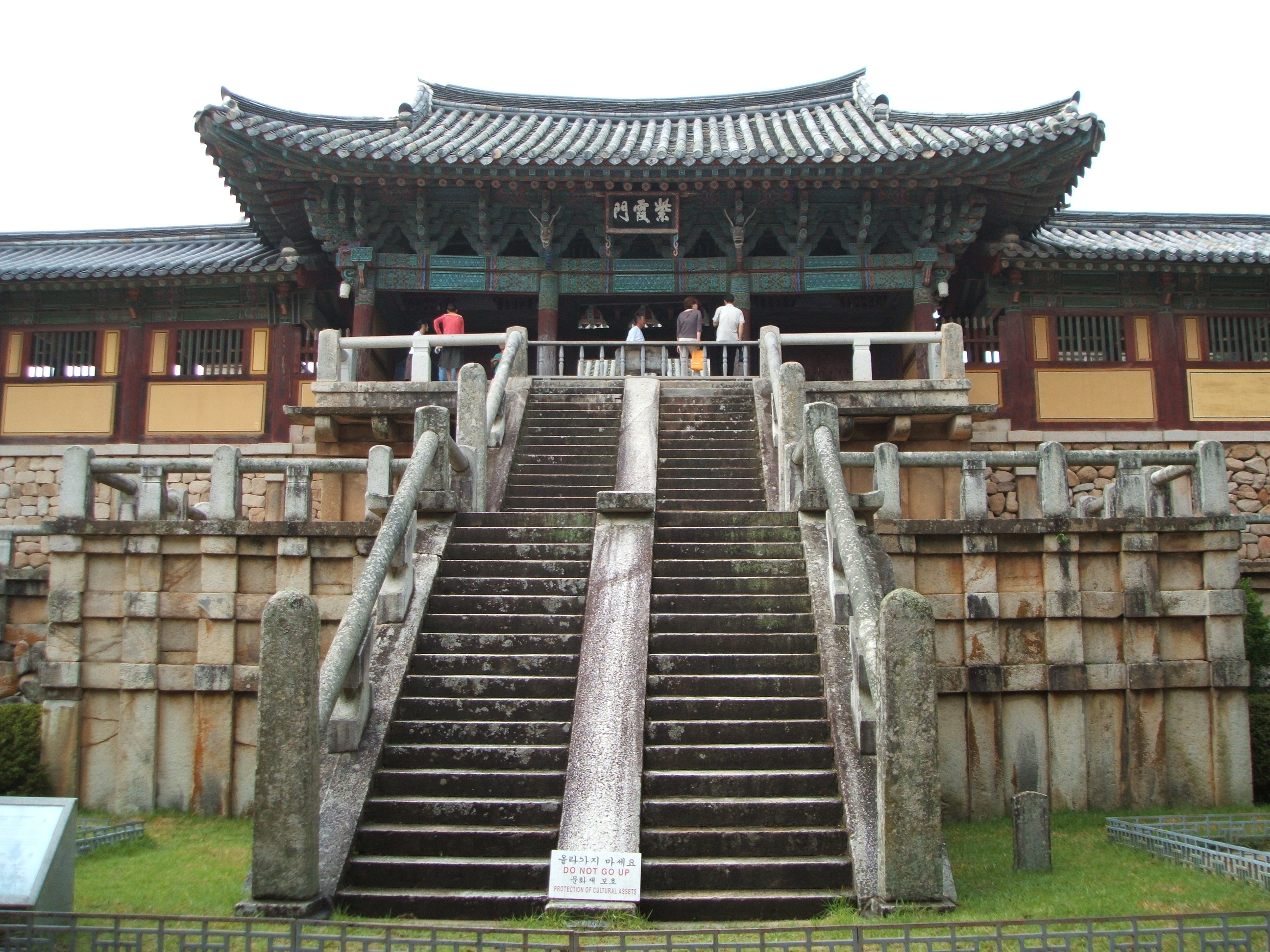
Пегунге (верхня частина храму)
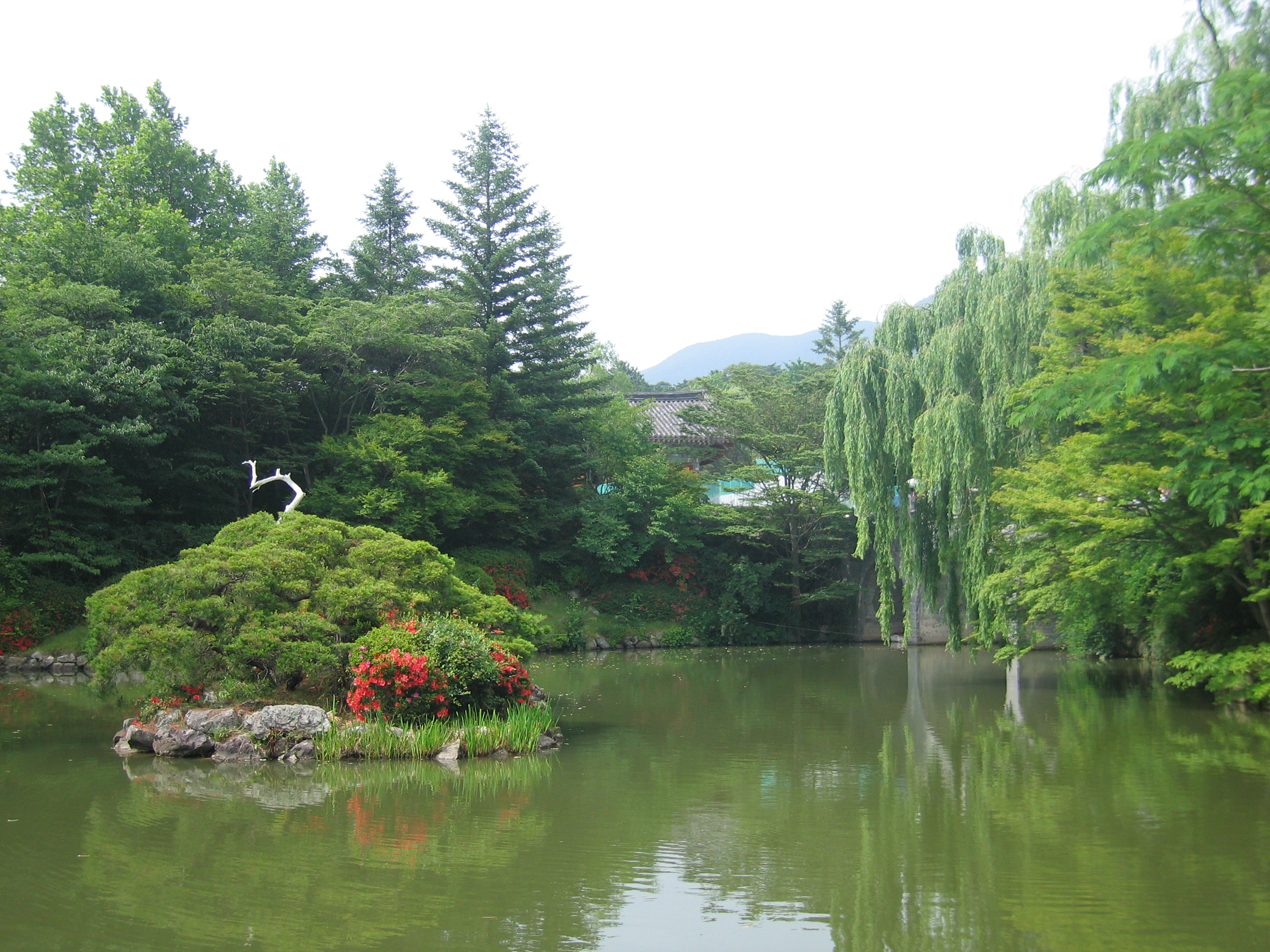
Сад у дворі храму
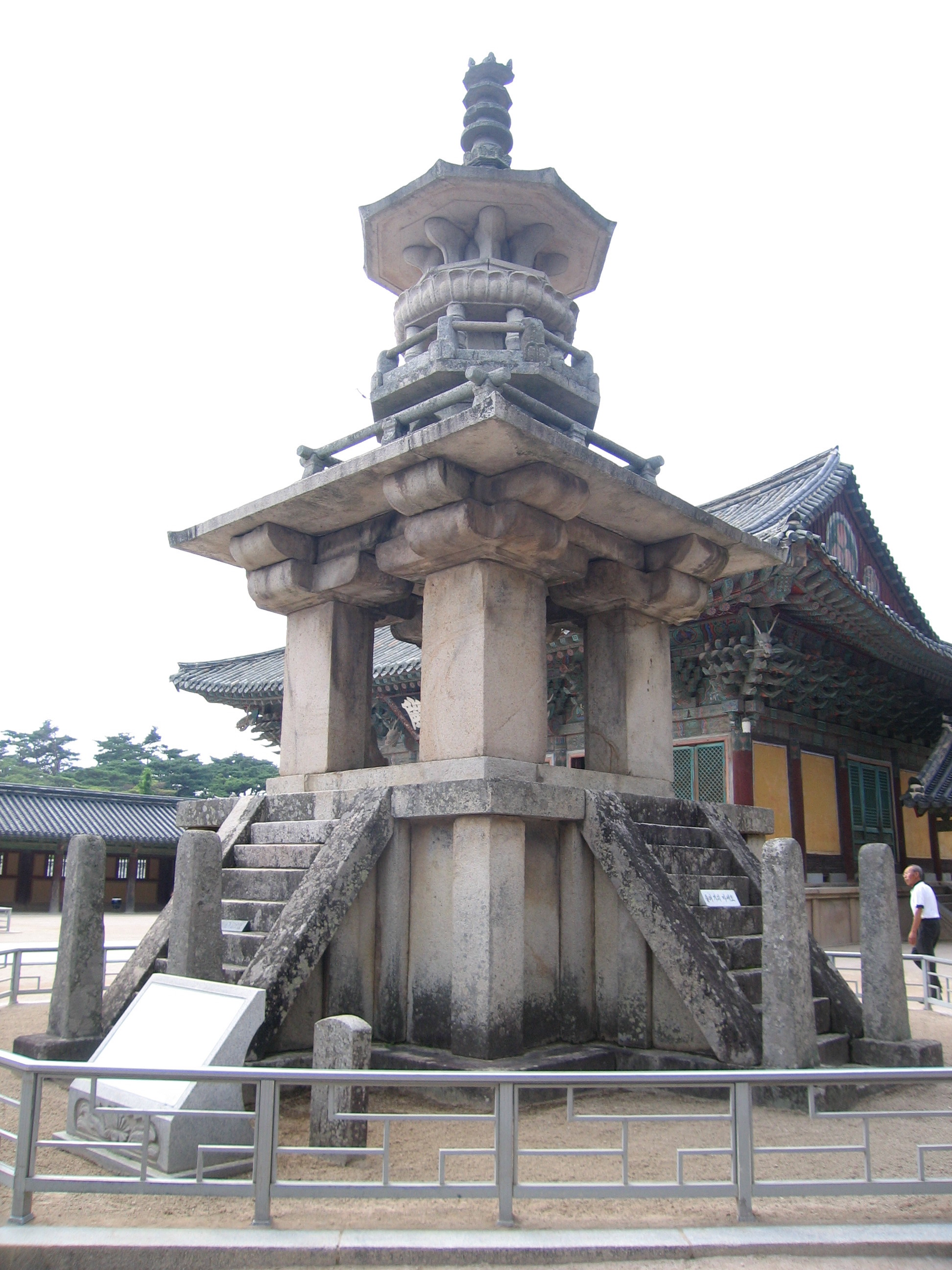
Пагода Таботхап
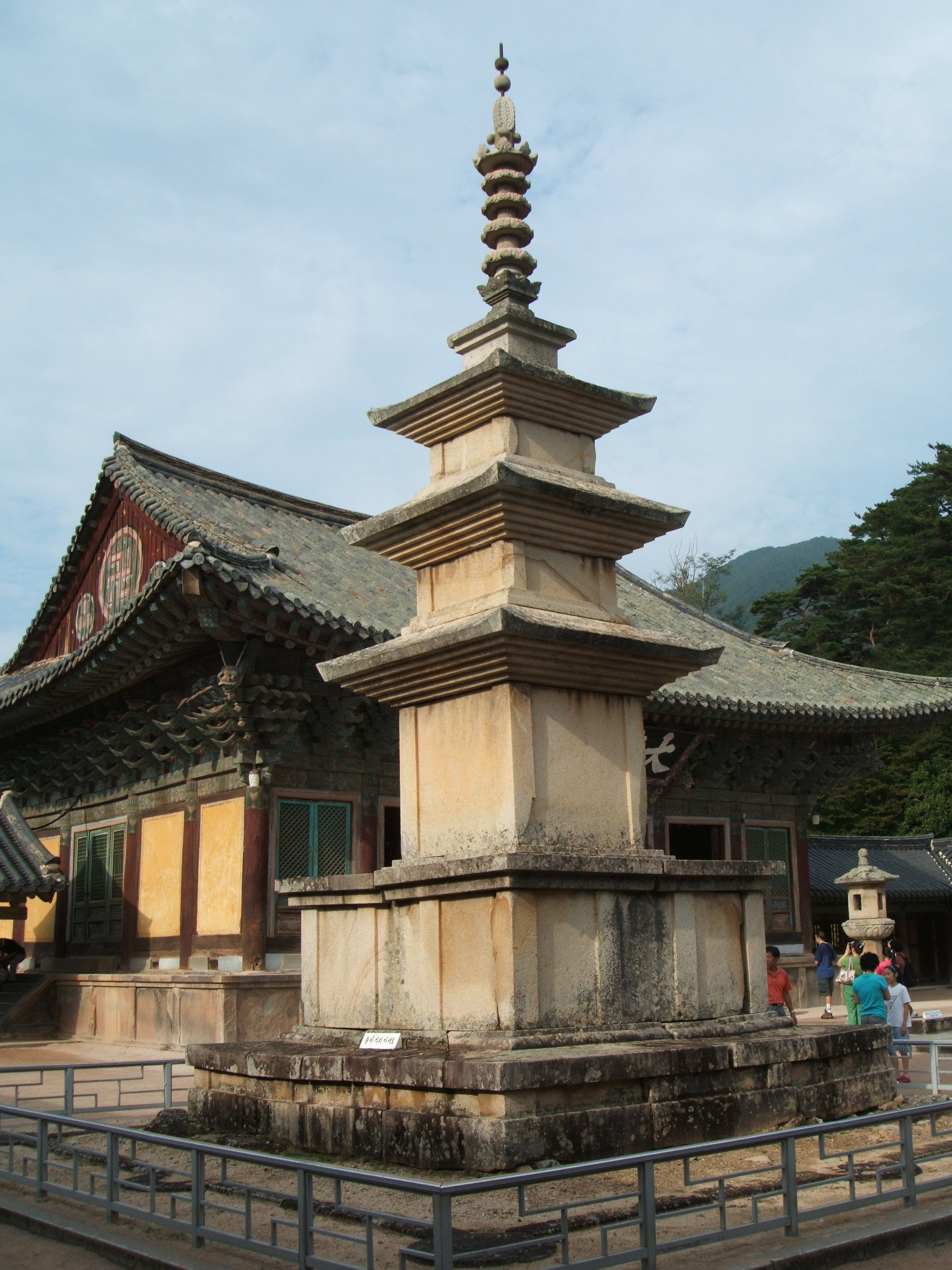
Пагода Соккатхап
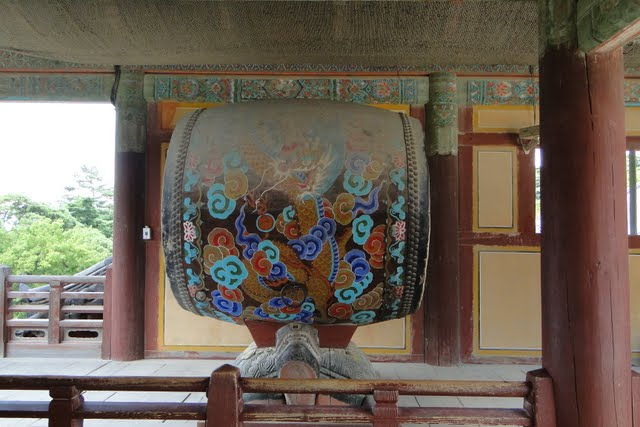
Барабан
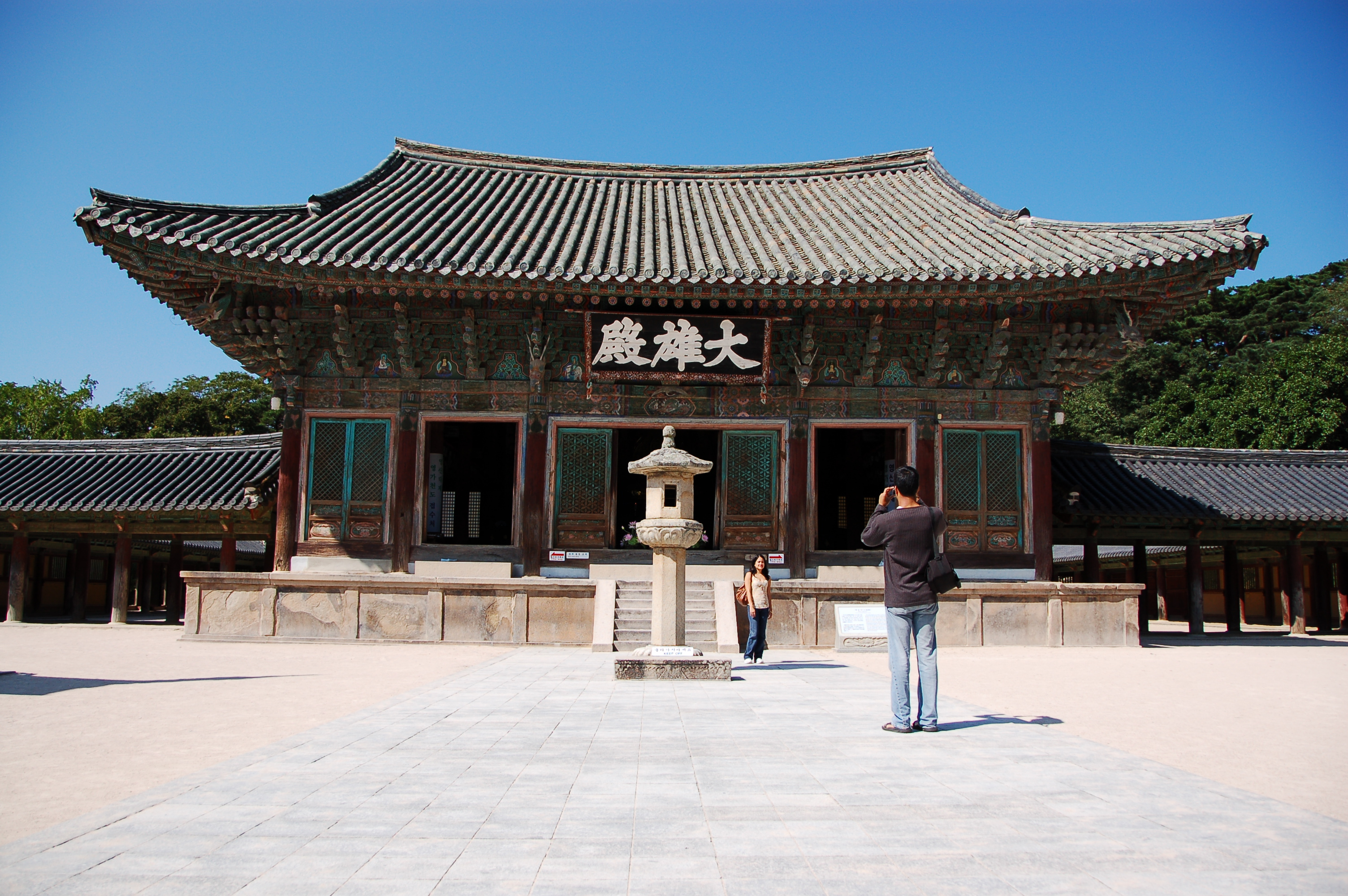
Павільйон Теунджон
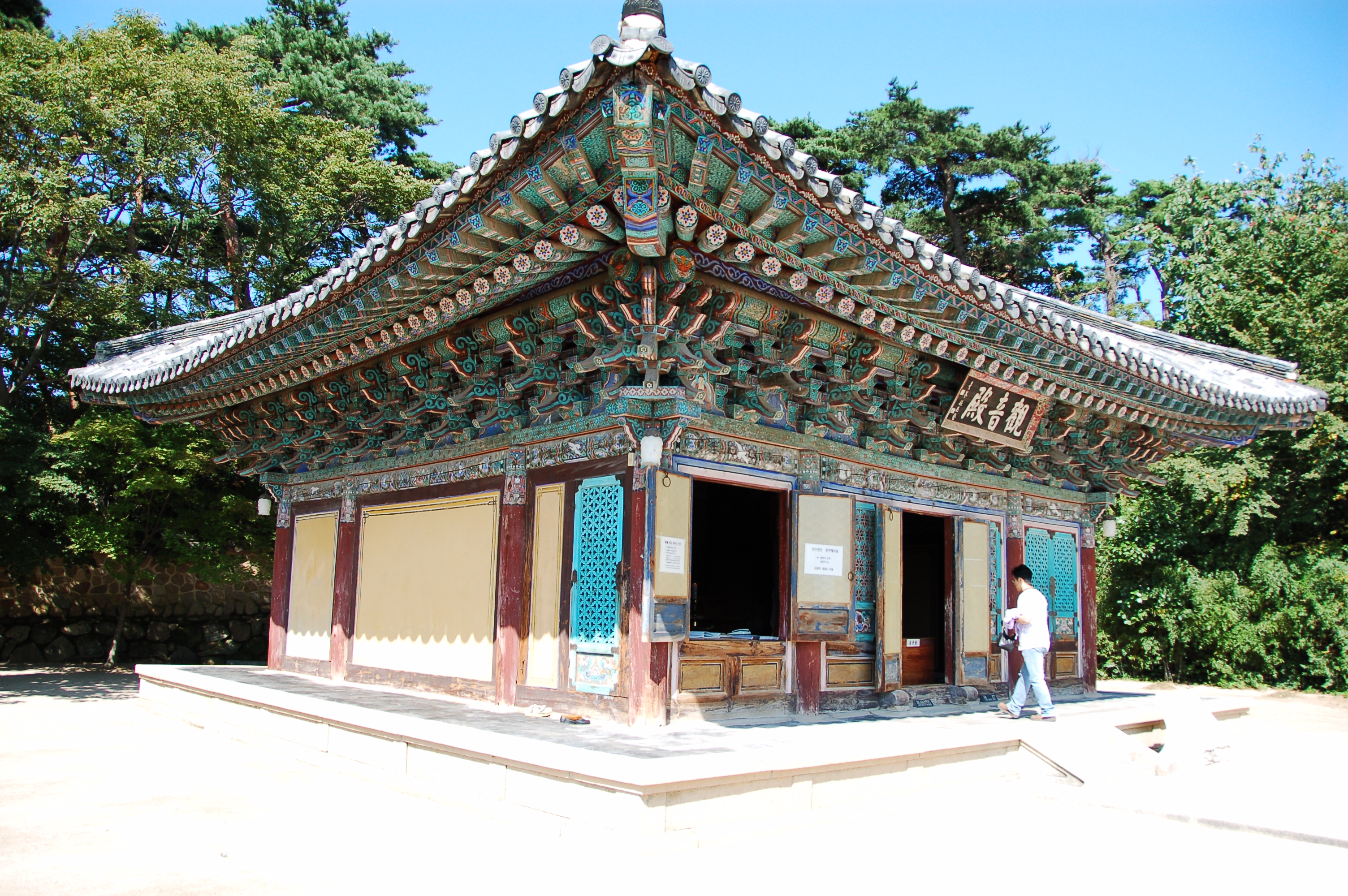
Павільйон Кванимджон
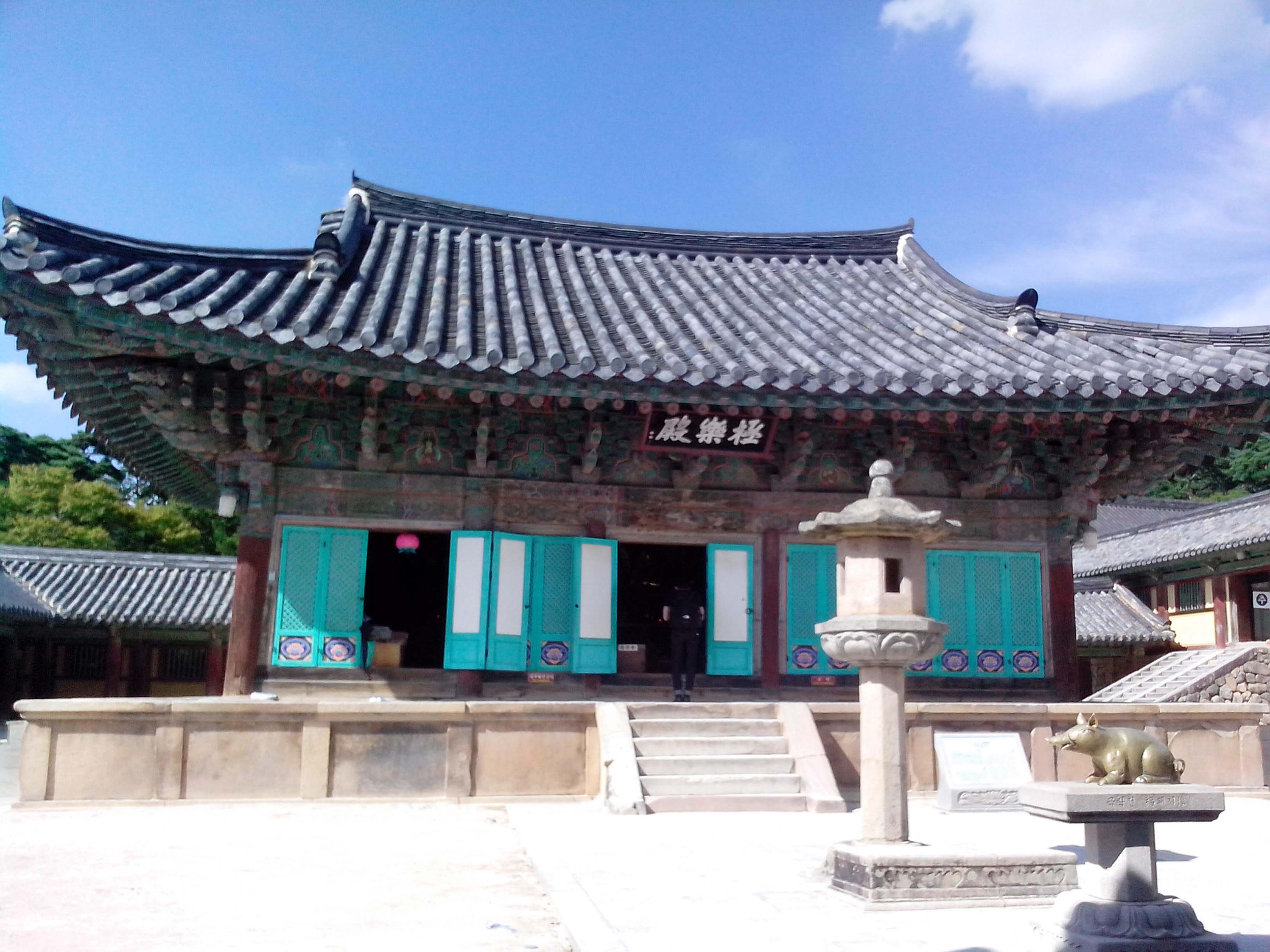
Павільйон Киннакчжон
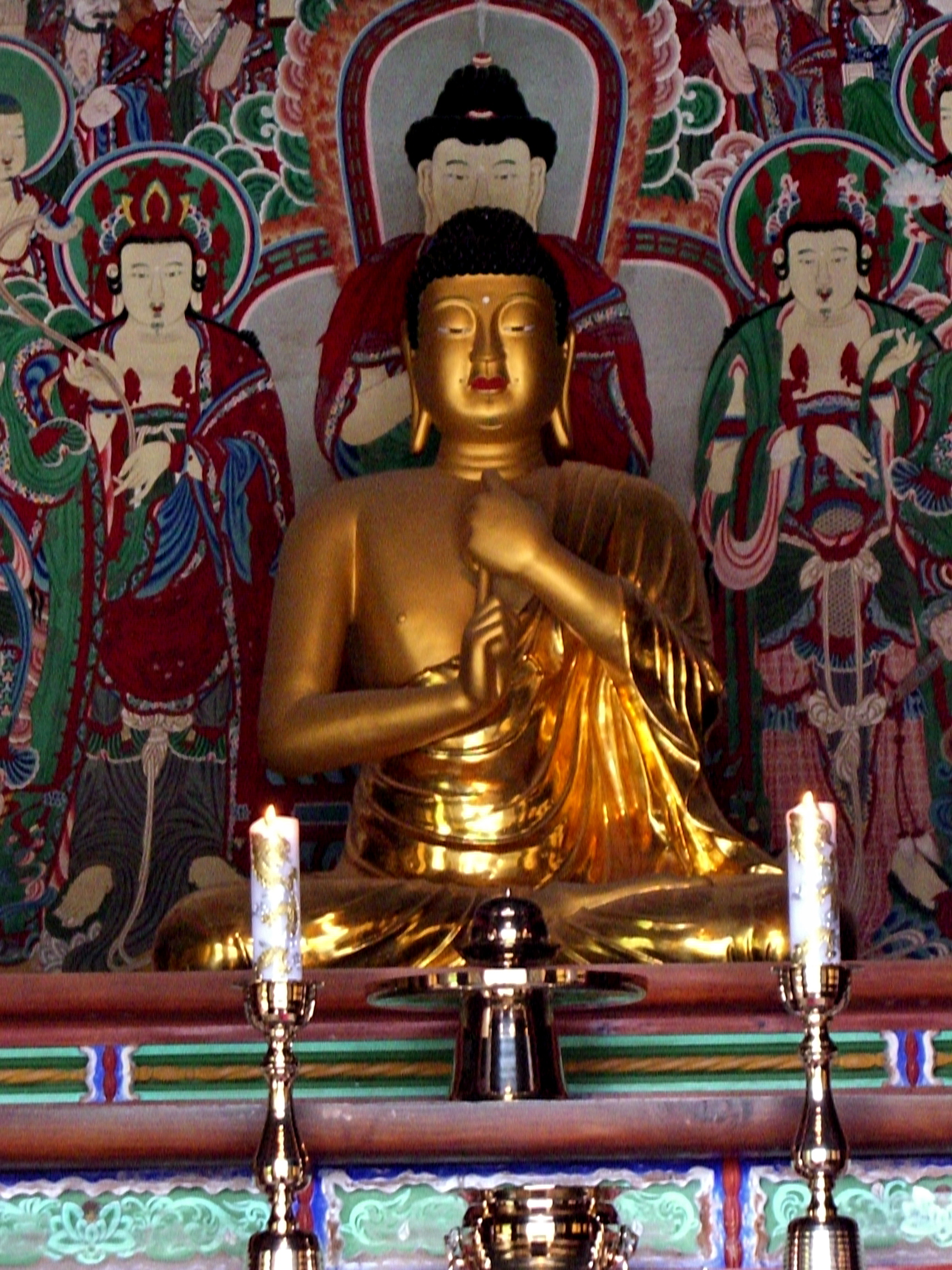
Будда Вайрочана (національний скарб № 26)
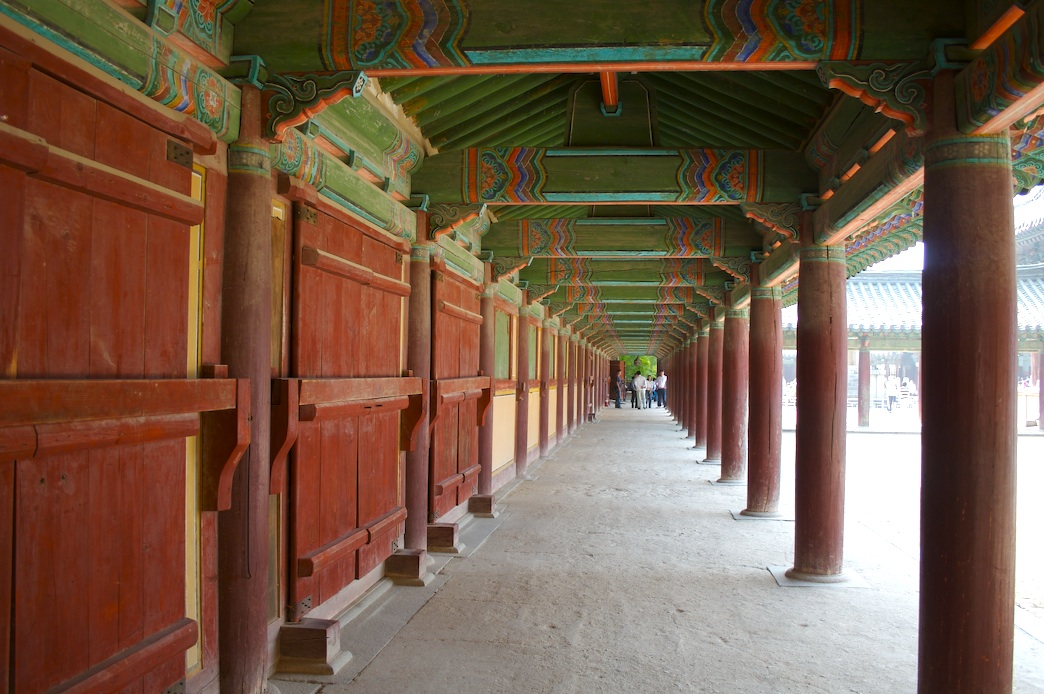
Крита галерея
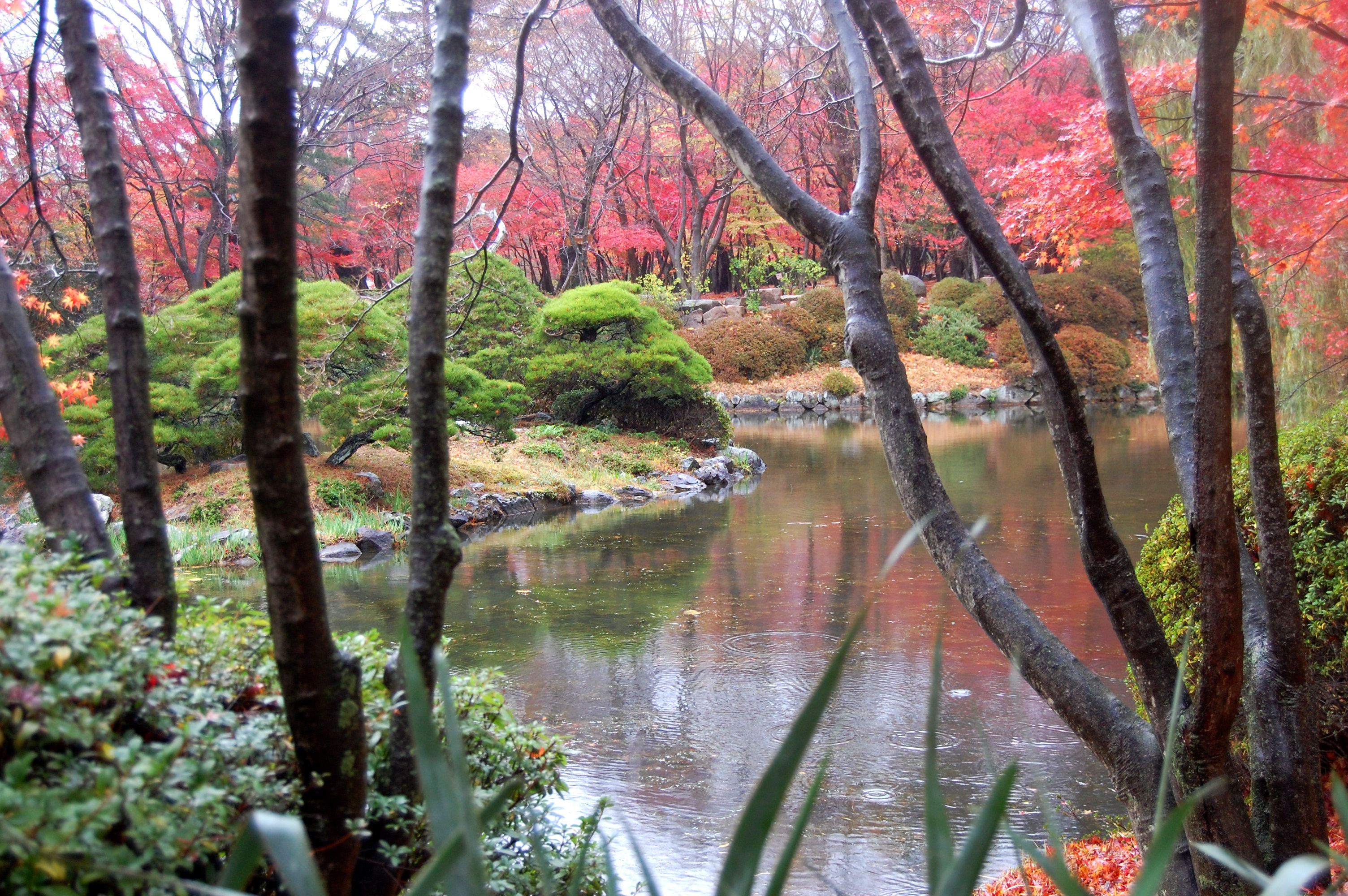
Став біля храму